# Неботичник
Неботичник (словен. Nebotičnik) — небоскрёб, расположенный в центре Любляны, столицы Словении, и служащий одной из самых узнаваемых достопримечательностей города. Это 13-этажное здание имеет высоту в 70,35 метров. Неботичник был спроектирован словенским архитектором Владимиром Шубичем для Пенсионного института, инвестора здания. Строительство началось 19 апреля 1931 года, а сам небоскрёб был открыт 21 февраля 1933 года. В это время он был самым высоким зданием в Королевстве Югославия и девятым по высоте небоскрёбом в Европе. Некоторое время Неботичник был самым высоким жилым зданием в Европе.
Неботичник служит прежде всего резиденцией для различных бизнес-компаний. На его первом и втором этажах расположены магазины, на этажах со второго по пятый находятся различные офисы. С шестого по девятый этажи занимают частные резиденции. На верхних трёх этажах расположены кафе, бар и смотровая площадка. Этажи с девятого по тринадцатый были проданы на аукционе 12 июня 2007 года Управлением Пенсионного фонда (KAD) за 2 120 000 евро австралийской компании «Terra Australis», которая планировала восстановить былую славу Неботичника.

## Архитектура

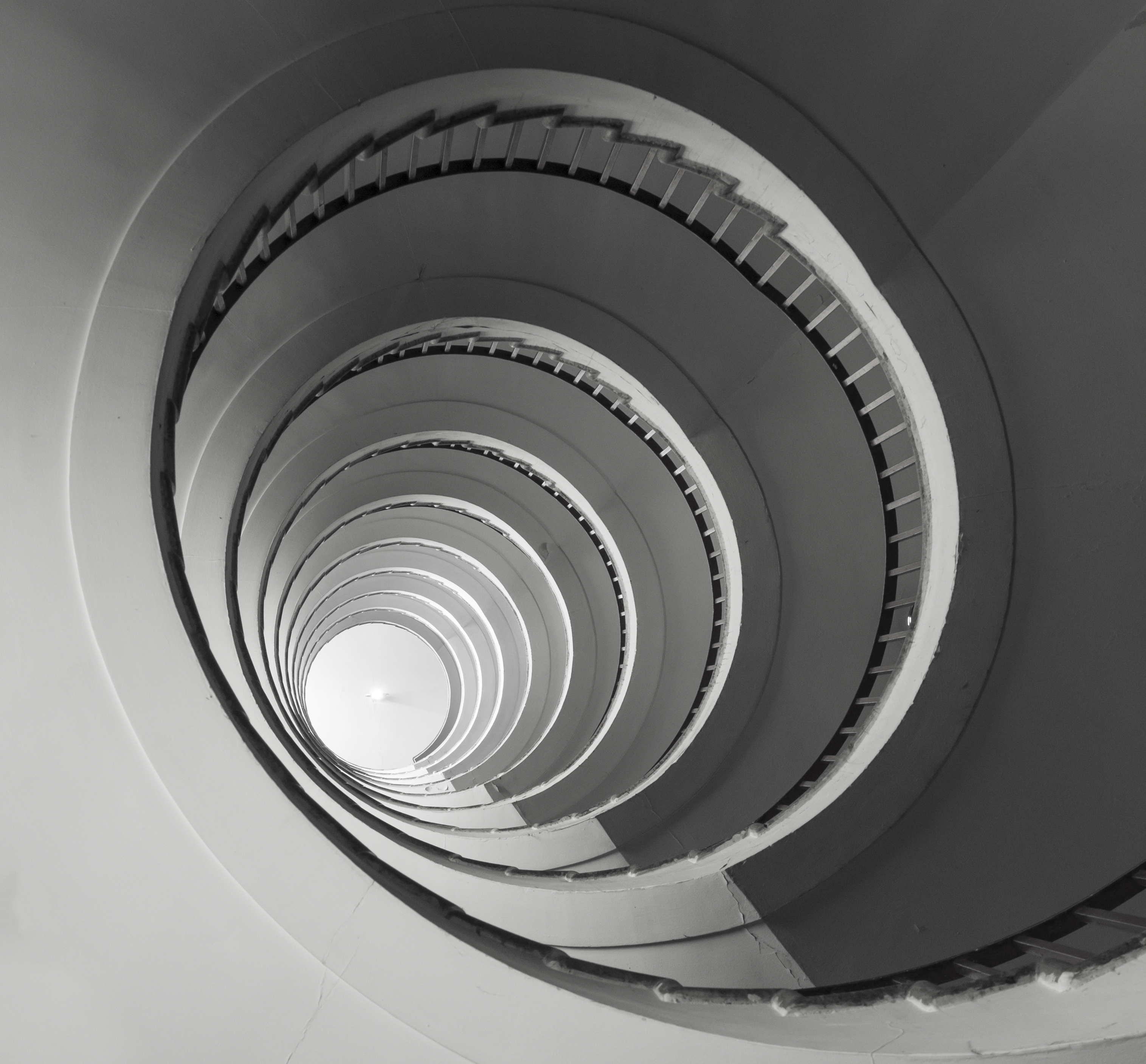
Винтовая лестница в стиле ар-деко

Неботичник, первоначально запланированный как восьмиэтажное сооружение, было спроектирован Владимиром Шубичем при содействии Ладислава Хама, Иво Медведа (павильон на террасе), Марьяна Мушича (темпьетто наверху), Марьяна Севера и Бояна Ступицы (кафе). Здание было украшено скульптурами Лойзе Долинара (женская фигура на боковом фасаде на уровне шестого этажа), Бориса Калина (рельеф над главным входом) и Франса Горше (четыре бронзовые головы в главном зале). Внешний облик небоскрёба выполнен в стилях неоклассицизма и ар-деко и увенчан пилястрами на верхних этажах. Его конструкция соответствует классическому трёхстороннему разделению высотных зданий, впервые предложенному американским архитектором Луисом Салливаном. Он состоит из основания, предназначенного для взаимодействия с улицей и пешеходами, однородного ствола и верха, увенчанного цилиндрической колоннадой с установленным флагштоком, который появился после завершения строительства башни. Фасад имеет равномерно распределённые прямоугольные окна, обрамлённые камнем, акцентированные цокольный и первый этаж, а также полукруглые окна в кафе на одиннадцатом этаже.
Вход на первом этаже ведёт в вестибюль, облицованный карстовым мрамором. На верхние этажи можно подняться на лифте или по винтовой лестнице в центре здания. Два лифта работают быстро и доставляют посетителей в кафе на верхних этажах, в то время как третий работает медленнее и ведет на жилые уровни. Лестница заканчивается на десятом этаже.
Фасад украшает четырёхметровая скульптура женщины работы словенского скульптора Лойзе Долинара. Скульптуры на лоджии были созданы словенским скульптором Франсом Горше. К западу от Неботичника расположено шестиэтажное жилое строение, также спроектированное Владимиром Шубичем.

## Строительство
Строительство Неботичника, заказанного Пенсионным институтом, вызвало споры. Будучи первым зданием, призванным напушить барочный силуэт городских колоколен, он вызывал опасения у некоторых жителей Любляны, который боялись, что он испортит панораму города. Они называли это здание «уродом». Неботичник возводился на месте средневекового монастыря, и при подготовке его фундамента подрядчики наткнулись на колодец XIII века. Стихи Отона Жупанчича был высечены в фундаменте здания в начале его строительства в 1931 году. Его статика была рассчитана инженером Станко Димником, который также был ответственным инженером. Работы вёл мастер-строитель Иван Брицель, директор Люблянской строительной компании.
Здание было построено из железобетона и имеет множество технологических элементов, которые были инновационными в то время. Там было организовано центральное отопление от автоматических мазутных горелок, а вода подается на верхние семь этажей автоматическими насосами. Кафе имеет напорную вентиляцию, а горячая вода подаётся из подвала.
При проектировании здания были соблюдены самые строгие антисейсмические критерии, применяемые в Японии, поэтому оно опирается на 16 свай, каждая из которых уходит в землю на 18 метров. Это делает Неботичник одним из самых сейсмобезопасных в Любляне.